# Tour della nazionale maschile di rugby a 15 dell'Irlanda 2017

## Risultati
| Arbitro: | Luke Pearce |

|                                  |      |                                                                                                 |
| Civetta 20’ Quill 46’ Matyas 55’ | mt   | 3’, 19’ Earls 15’ Stockdale 31’ N. Scannell 35’ Marmion 44’ Conan 62’ Ryan 68’ McGrath 75’ Zebo |
|                                  | tr   | 15’ Ringrose 35’, 44’ Carbery 68’, 75’ R. Scannell                                              |
| MacGinty 21’, 47’                | c.p. |                                                                                                 |

| Arbitro: | Marius v.d. Westhuizen |

|                                    |      |                                                           |
| Noguchi 59’ Fukuoka 76’ Nagare 78’ | mt   | 11’, 70’ Earls 24’, 28’ Leavy 30’, 45’ Conan 65’ Ringrose |
| Matsuda 60’, 79’                   | tr   | 11’, 24’, 28’, 30’, 45’ P. Jackson 65’ R. Scannell        |
| Tamura 14’                         | c.p. | 6’ P. Jackson                                             |

| Arbitro: | JP Doyle |

|                           |      |                                                              |
| Matsushima 23’ Yamada 61’ | mt   | 2’ Ringrose 10’ v.d. Flier 16’ Marmion 30’ Ruddock 77’ Reidy |
|                           | tr   | 2’, 10’, 16’, 30’, 77’ P. Jackson                            |
| Ogura 14’                 | c.p. |                                                              |